# شهسوار خانم
شهسوار خانم هي أميرة عثمانية، ولدت في 2 مايو 1881 في إسطنبول وتوفيت بحدود عام 1945.
وهي من أصل تركي.
كانت الزوجة الأولى لآخر سلطان عثماني عبد المجيد الثاني، حيث تزوجا بتاريخ 22 ديسمبر 1896، ولها منه عمر فاروق، الذي ولد في 29 فبراير 1898.
في نفي العائلة العثمانية في مارس 1924، تبعت زوجها إلى سويسرا ثم إلى فرنسا حيث استقروا في باريس.